# Sidney W. Fox
Sidney Walter Fox (Los Ángeles, 24 de marzo de 1912 - 10 de agosto de 1998) fue un bioquímico estadounidense que realizó importantes descubrimientos sobre la autosíntesis de las protocélulas.

## Formación y vida académica temprana
Fox completó sus estudios universitarios de química en la UCLA. Tras un breve periodo trabajando como técnico para Max Bergmann en el Instituto Rockefeller y la UCLA, volvió a California para completar su doctorado en el Caltech. Durante los estudios de Fox en el Caltech, trabajó con Hugh Huffman, T.H. Morgan, y como investigador postdoctoral con Linus Pauling.
Durante la Segunda Guerra Mundial, Fox participó en trabajos para aislar la vitamina A a partir de hígado de tiburón; el compuesto se utilizó para aumentar la visión nocturna de los pilotos. En 1941 estableció un laboratorio de química de las proteínas en la Facultad de Medicina de la Universidad de Míchigan. En 1942 investiga sobre proteínas alimentarias del pescado en una compañía de Oakland. En 1943 publicó una revisión que sienta los principios de la síntesis y secuenciación de proteínas.

## Familia
En 1937, Fox contrajo matrimonio con su esposa y tuvo 3 hijos. Uno de sus hijos el famoso Ron Fox.

## Publicaciones
- Sidney W. Fox y Joseph F. Foster. Introduction to Protein Chemistry.

- Fox, S.W., 1965. Simulated natural experiments in spontaneous organization of morphological units from protenoid. In The Origins of Prebiological Systems and Their Molecular Matrices, S.W. Fox (ed), New York: Academic Press, pp. 361-382.
- Fox, S.W., 1980. The origins of behavior in macromolecules and protocells. Comparative Biochemistry and Physiology 67B: 423-436
- Fox, S.W., 1988. The Emergence of Life: Davwinian Evolution from the Inside. New York: Basic Books.